# Chief of the Imperial General Staff
Pour les articles homonymes, voir CIGS.

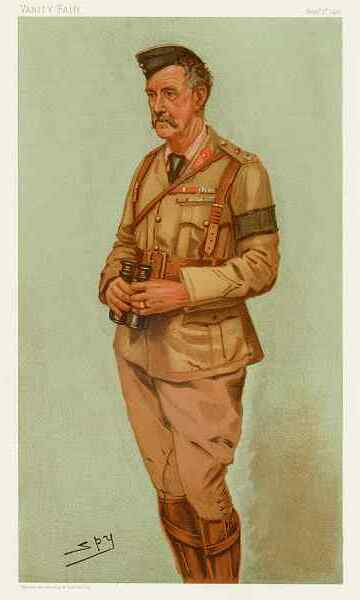
Portrait de Neville Gerald Lyttelton, officier de l'armée britannique de la famille Lyttelton qui a servi contre les raids féniens et dans la guerre anglo-égyptienne, la guerre mahdiste et la seconde guerre des Boers. Il est chef d'état-major au moment des réformes Haldane, puis devient commandant en chef de l'Irlande.

Le titre de chief of the Imperial General Staff (chef d'état-major général de l'Empire britannique) ou CIGS, était décerné au militaire de carrière commandant suprême de la British Army (l’Armée de terre britannique) à partir de 1908 jusqu'en 1964. Depuis, il est nommé chief of the General Staff.

## Historique
Depuis la restauration de la monarchie en 1660, le souverain fut en mesure d'arracher au Parlement un contrôle considérable sur les forces armées en nommant un general in chief command de l'Armée (commandant général de l'Armée). Ce poste évolua considérablement aussi bien en ce qui concerne le titre que les fonctions. Jusqu'en 1793, c'était un poste temporaire appelé « commandant général en chef » et plus couramment et de manière non officielle on utilisait le terme de « commandant en chef des Forces armées ». Ses titulaires recevaient différents titres, tels que Captain Général, qui était aussi quelquefois un grade militaire, et qui peut être assimilé grossièrement à celui de field marshal.
De 1904 à 1909 le titre était « chef d'état-major général ». Depuis 1964, le titre du chef suprême de l'Armée de terre est à nouveau chief of the General Staff.

## Chefs d'état-major généraux de l'Empire britannique
- William Nicholson, 1909-1912.
- John French, 1912-avril 1914.
- Charles Douglas (en), 6 avril 1914- 25 octobre 1914.
- James Murray, 30 octobre 1914-septembre 1915.
- Archibald Murray, 26 septembre 1915-décembre 1915.
- William Robertson, décembre 1915- février 1918.
- Henry Hughes Wilson, 19 février 1918- février 1922.
- Frederick Lambart, 19 février 1922-19 février 1926.
- John Milne, 19 février 1926- 19 février 1933.
- Archibald Montgomery-Massingberd, 1933-1936.
- Cyril Deverell, 1936-1937.
- John Vereker, 1937-1939.
- Edmund Ironside, 1939-1940.
- John Dill, 1940-1941.
- Alan Brooke, 1941-1946.
- Bernard Montgomery, 1946-1948.
- William Slim, 1948-1952.
- John Harding, 1952-1955.
- Gerald Templer, 1955-1958.
- Francis Festing, 1958-1961.
- Richard Hull, 1961-1964.

## Sources
- (en) Cet article est partiellement ou en totalité issu de l’article de Wikipédia en anglais intitulé « Chief of the Imperial General Staff » (voir la liste des auteurs).